# Њутново клатно
Њутнова колевка, (енгл. Newton's cradle) или, како се још назива, Њутново клатно (енгл. Newton's pendulum), је справа која демонстрира законе одржања импулса и енергије. Конструисана је помоћу серије клатана (обично 5) која се ослањају једно на друго. Свако клатно је закачено за оквир љуљашке помоћу две нити једнаке дужине које се удаљавају под косим углом једна од друге. Овакав распоред нити ограничава клатна да се крећу само у једној, истој, равни.
Њутнова колевка постала је популарна играчка (украс са канцеларијских, радних, столова) од тренутка када је енглески глумац Симон Пребл (Simon Prebble) изумео, дао јој назив и почео са њеном производњом, 1967. године. У почетку, дрвену верзију колевке продавао је лондонски Херодс (Harrods of London) да би касније колевку у хромираном дизајну створио вајар и будући филмски режисер Ричард Лонкреин (Richard Loncraine).